# Rapaggio
Rapaggio (en idioma corso Rapaghju) es una comuna y población de Francia, en la región de Córcega, departamento de Alta Córcega.
Su población, según el censo de 1999, es de 10 habitantes.

## Demografía
| 19 | 40 | 27 | 31 | 14 | 10 |
| Para los censos de 1962 a 1999 la población legal corresponde a la población sin duplicidades (Fuente: INSEE [Consultar]) |    |    |    |    |    |